# سیامانتو

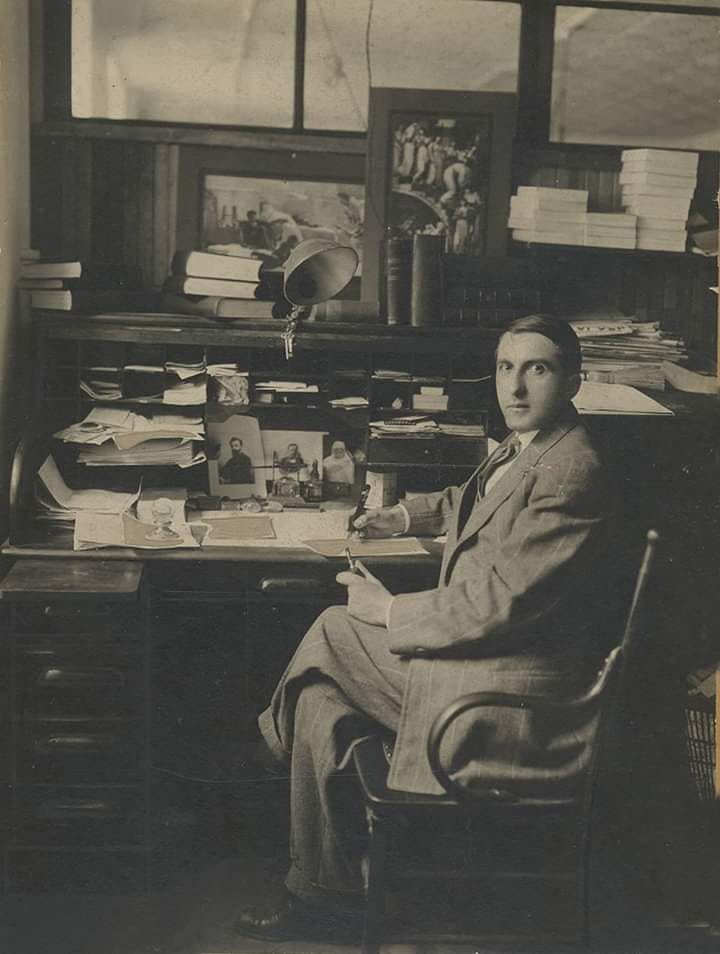
سیامانتو در دفتر کارش

آتوم یارجانیان (به ارمنی: Ատոմ Եարճանեան) با نام ادبی سیامانتو (به ارمنی: Սիամանթօ) (زاده ۱۵ اوت ۱۸۷۸ – درگذشته اوت ۱۹۱۵) از شاعران نامی اهل ارمنستان بود.

## زندگی
سیامانتو در شهر آکن در ارمنستان غربی زاده شد وی لقب سیامانتو را براساس نام سیامند که از قهرمانان یکی از تصنیف‌های محلی کردی به نام خج و سیامند است برای خود برگزید.
او از سال ۱۸۹۱م در شهر استانبول اقامت گزید. با آغاز قتل‌عام ارمنی‌ها در سال ۱۸۹۶م، او نیز مانند بسیاری دیگر از ارمنیان ساکن ترکیه عثمانی به قبرس مهاجرت کرد. در سال ۱۸۹۷م به اروپا سفر کرد و پس از مدتی اقامت در ژنو، به پاریس رفت و در رشته ادبیات دانشگاه سوربن به تحصیل پرداخت.
اولین اثر این شاعر با عنوان (اسطوره وار)، در سال ۱۹۰۲م انتشار یافت. سیامانتو پس از روی کارآمدن دولت ترکان جوان در سال ۱۹۰۸م به استانبول بازگشت و یک سال بعد اثر خود را با عنوان (خبرهای سرخ از دوستم)، به چاپ رساند.
در سال ۱۹۰۹م به منظور جلب افکار عمومی ارمنیان ساکن آمریکا به موضع ناهنجار ارمنیان ارمنستان غربی، به این کشور سفر کرد و تحت تأثیر مشاهدات خود از نحوه زندگی ارمنی‌های آمریکا مجموعه شعر جدیدش را با نام (دعوت میهنی)،منتشر کرد.
در سال ۱۹۱۱م به استانبول بازگشت و در سال ۱۹۱۳م برای دیدار از ارمنستان روسیه و ملاقات با متفکران ارمنی قفقاز، به تفلیس و ارمنستان شرقی (ارمنستان روسیه)، سفر کرد.
سیامانتو نیز مانند بسیاری دیگر از شاعران و متفکران و هنرمندان ارمنستان غربی، در نسل‌کشی ارمنیان توسط حزب ترکان جوان که از احزاب حاکم آن روز کشور عثمانی بود در نسل‌کشی ارمنی‌ها در سال ۱۹۱۵ به طرز فجیعی به قتل رسید.

## افکار سیامانتو
سیامانتو در آثارش افکار میهن پرستانه و آزادیخواهانه ملی خود را ضمن تلفیق بار مانیتیسم و نمادگرایی، با بیانی کاملاً خود ویژه و نو، ارائه می‌کند. وی در شکل و قالب و مضمون شعر ارمنی قرن بیستم دست به نوآوری هائی زد که تنها با خود او آغاز شد و پایان یافت.
سیامانتو از لحاظ شکل و قالب، شعرش را از سنت‌های متداول رها ساخت و به سرودن گونه‌ای از شعر پرداخت که می‌توان دربارهٔ آن اصطلاح‌های (شعر آزاد) و (شعر نثر گونه)، را به کار برد.
از لحاظ بیانی نیز با تصاویر و کلمات مرکب و اصطلاحات غنی ابداعی خود، خواننده شعر ارمنی را با گونه‌ای از زبان شعری آشنا کرد که قبلاً با آن بیگانه بود.
شعر سیامانتو با سبک و بیان خاص خود، سرشار از مضامین میهن پرستانه و آزادیخواهانه و انسان‌دوستانه است و به تصویر دردها و رنج‌ها و امیدها و رزم‌های ارمنیان، ارمنستان غربی می‌پردازد. گاه از امید به پیروزی سراپا شور می‌شود و گاه از شکست و ناامیدی به طغیانی دردناک سر برمی‌دارد.
با اینهمه شاعر علی‌رغم قتل و تبعید و به زندان افکندن هم میهنانش و بی خانمانی آن‌ها، با نگاه به تاریخ سراسر مبارزه ملت و میهن خود، امید و خوش‌بینی نسبت به آینده را از کف نمی‌نهد.
شعر سیامانتو با ویژگی‌های خود، در تکامل شعر ارمنی نقش بسزائی ایفاء کرد.

## شعر دست‌هایت را سوی من دراز کن
| مشعل پر شکوه اندیشه‌ها و خردم تا امروز               |  | در میان کتاب‌ها و اعداد                                                   |
| و در برابر خستگی جان و جبین من                      |  | تا امروز، ای برادر! می‌گویم تنها مرگش را افروخت…                          |
| و دستم از آتش عقیم اندیشه‌ام بسوخت                   |  | و جاده‌های بی پایان هدف هایم                                              |
| در گستره بی کرانگی جاودانه شدند                     |  | اراده عصیانی ام اینک                                                     |
| از سهمناکی پیکار تبه می‌گردد                         |  | و ای برادر آن سوگندی که در سحرگاهی برای تو زمزمه کردم                    |
| از قانون آهنین جاودانی گذر زمان با پائیز زندگی ام   |  | برگ، برگ، بر زمین ریختن آغازید                                           |
| دستت را به سوی من دراز کن                           |  | و نگاهت را بر نگاه شکنجه دیده‌ام بدوز!                                    |
| دستت را دراز کن!                                    |  | تا آنکه خون سرخ رگ‌هایت توان گیرد                                         |
| و شاید که خون غریب مانده من را                      |  | به جرقه‌ای کن بهارانی                                                     |
| من یقین دارم که قلبم به قلبت برادرانه سخن خواهد گفت |  | وقتی که نگاه‌هایت به میهمانی نگاه‌های من آیند                              |
| به جستجوی لبخندهای گمشده دوستی‌های دیرینه ما         |  | و نیز می‌دانم که لجن چیست و طلا کدام                                      |
| لجن گهواره و بستر و تابوت درماندگان است             |  | و طلا، تختی برای بزرگان و طغیانگران و جان و نان روزانه و تاج پیشانی آنان |
| دست‌هایت را به سوی من دراز کن                        |  | هنوز هم دست‌های من نیآلوده ست                                             |
| و بیا تا آنکه چشم در چشم                            |  | من از دلیری ایثار کرده به میهن تو به حیرت آیم                            |
| و تو شاید که از سیم‌های توفان بال ساز من بشناسی      |  | آن رفیق روزهای قدیمی را                                                  |
| که برای تبارم و دردهای بی مرهم شما                  |  | چالید تا که سیم‌های خشم و قیام را به طنین آرد                             |

## آثار
درون‌مایهٔ اکثر آثار او در مورد رنج‌های مردم ارمنی در جریان قتل‌عام‌های گوناگون است:
- اسطوره وار (Դիւցազնօրէն)
- فرزندان ارمنی (Հայորդիներ) در سه جلد.
- مشعل‌های امید و احتضار (Հոգեվարքի եւ յոյսի ջահեր)
- خبرهای سرخ از دوستم (Կարմիր լուրեր Բարեկամէս)
- دعوت میهنی (Հայրենի հրաւէր)
- مسروپ مقدس (Սուրբ Մաշտոց)، داستانی خیالی دربارهٔ زندگی مسروپ ماشتوتس.